# Rifugio Croda da Lago
Il rifugio Croda da Lago - Gianni Palmieri è un rifugio situato nel comune di Cortina d'Ampezzo (BL), sorge sulle sponde del Lago di Fedèra l massiccio della Croda da Lago, sotto le pareti dell'omonimo monte e del Becco di Mezzodì.

## Storia
Il rifugio fu voluto dal Club Alpino austriaco e venne costruito nel 1901 dall'ampezzano Giovanni Barbaria, guida alpina, come rifugio Barbaria. Nel 1905 fu venduto alla sezione di Reichenberg del Club Alpino Austro-tedesco e fu chiamato Reichenberghütte. Nel 1920, dopo la fine della prima guerra mondiale, venne assegnato alla sezione del CAI di Cortina, che ne è tuttora proprietaria. Attualmente è gestito dalla famiglia Alverà.
Dopo la seconda guerra mondiale al nome "Croda da Lago" venne affiancata la dedica a Gianni Palmieri, in onore del comandante partigiano, medaglia d'oro al valor militare.

## Caratteristiche e informazioni
Il rifugio è aperto d'estate dal 15 giugno al 30 ottobre (tempo permettendo)
Il rifugio ha 51 posti letto in camerate da 6, 9 e 15 posti letto

## Accessi
Il rifugio si trova lungo l'alta via n. 1.
Le vie più conosciute per raggiungerlo sono quelle che partono dal passo Giau (sentiero CAI numero 436), sentiero che attraversa il Mondeval, i Lastoni di Formin e la forcella Ambrizzola (tempo di percorrenza 2 ore) oppure il sentiero che parte da metà strada fra Pocol e passo Giau (si prende dapprima il sentiero n. 437 e si prosegue lungo il n. 434 che si innesta da sinistra), tempo di percorrenza: 1 ora e 15 minuti.

## Ascensioni
- Croda da Lago, 2701 m, diff. fino al IV grado
- Cima d'Ambrizzola, 2715 m, diff. I e II grado, ore 2
- Becco di Mezzodì, 2602 m, diff. fino al III grado, ore 2
- Rocchetta di Prendera, 2496 m, elementare
- Spiz de Mondevàl
- Ponta dei Lastoi (de Formìn)

Il rifugio è anche un punto di appoggio per gli alpinisti impegnati sulle pareti della Croda da Lago e del Becco di Mezzodì. Un sito d'arrampicata è vicinissimo al rifugio.